# Hendécagone
Un hendécagone ou undécagone est un polygone à 11 sommets, donc 11 côtés et 44 diagonales.
La somme des angles internes d'un hendécagone non croisé est égale à 1 620°.
Un hendécagone régulier est un hendécagone dont les onze côtés ont la même longueur et dont les angles internes ont même mesure. Il y en a cinq : quatre étoilés (les hendécagrammes notés {11/2}, {11/3}, {11/4} et {11/5}) et un convexe (noté {11}). C'est de ce dernier qu'il s'agit lorsqu'on dit « l'hendécagone régulier ».

« Le » hendécagone régulier (convexe) et ses angles remarquables.

Les quatre hendécagones réguliers étoilés
{11/2}
{11/3}
{11/4}
{11/5}

Le nombre premier 11 n'est pas un nombre de Fermat ; il est donc impossible de construire à la règle et au compas un hendécagone régulier ; en 2014, une construction par neusis en a cependant été découverte.

## Aire de l'hendécagone régulier
L'aire de l'hendécagone régulier de côté a vaut (11a2/4) cot(π/11).

## Construction approchée de l'hendécagone régulier
Il est impossible d'obtenir une construction exacte à la règle et au compas d'un hendécagone régulier, d'après le théorème de Gauss-Wantzel, ou plus simplement par un corollaire du théorème de Wantzel : le degré du polynôme minimal de ei2π/11 (c'est-à-dire le degré du polynôme cyclotomique Φ11(X) = 1 + X + X2 + … + X10) n'est pas une puissance de 2 donc n'est pas un nombre de Fermat.
 (3 octobre 2013).
- Si vous ne connaissez pas le sujet, laissez ce bandeau (vous pouvez alors contacter les auteurs).
- Si vous supprimez le contenu mis en cause (vous pouvez préalablement contacter les auteurs),

argumentez précisément cette suppression dans la page de discussion
(un manque de référence n'est pas un argument ; une recherche réelle de référence doit avoir été effectuée, être formellement documentée).

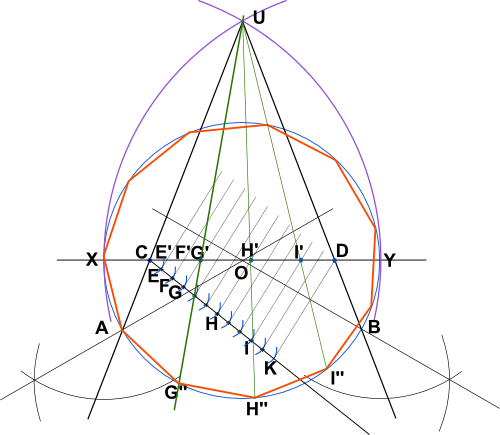
Hendécagone régulier inscrit.

Cependant, en s'inspirant de la construction de l'ennéagone ou de l'heptagone, on peut tracer une construction approchée d'un hendécagone régulier, à la règle et au compas.
Tracer le cercle de centre O de rayon OX, avec un angle AÔB = 120°.
Tracer l'arc de cercle de rayon XY et de centre X
Tracer l'arc de cercle de rayon YX et de centre Y
Ces arcs se coupent en U
Tracer les droites (UA) et (UB). Elles coupent le diamètre (XY) en C et D
À partir de C, sur une droite quelconque, porter avec un compas onze segments égaux CE = EF = FG = ... Le troisième point sera noté G, le sixième sera noté H, le neuvième I, le onzième K.
Tracer la droite (KD) et mener par G une parallèle à celle-ci GG’(au moyen de la règle et du compas), qui coupe (XY) en G’. Éventuellement tracez la parallèle à (KD) passant par J qui coupe (XY) en J’.
Tracer la droite (UG').Elle coupe le cercle en G’’.
Reportez au compas tout le long du cercle la longueur AG’’, on trouve alors les onze sommets de l'hendécagone régulier inscrit dans le cercle.
Par cette construction, l'angle au centre AOG’’est d'environ 32,49 degrés au lieu des 32,73 degrés (environ) attendus, soit une erreur relative de 7 pour mille. Cela correspond sur l'ensemble de la figure, à une erreur de près de 2 degrés. 
Cette méthode permet de faire n'importe quel polygone régulier. Il suffit de sectionner le segment CD en autant de secteurs identiques qu'il y a de côtés souhaités pour le polygone. Ensuite, on prend le troisième point en partant de C (G’), on trace le segment qui le relie à U et on obtient G’’ à l'intersection entre le cercle et ce segment (dans le demi-plan inférieur à XY). L'erreur commise sur l'angle au centre pour cette méthode varie de 1,98 pour mille à 11,7 pour mille selon le nombre de côtés.

## Architecture

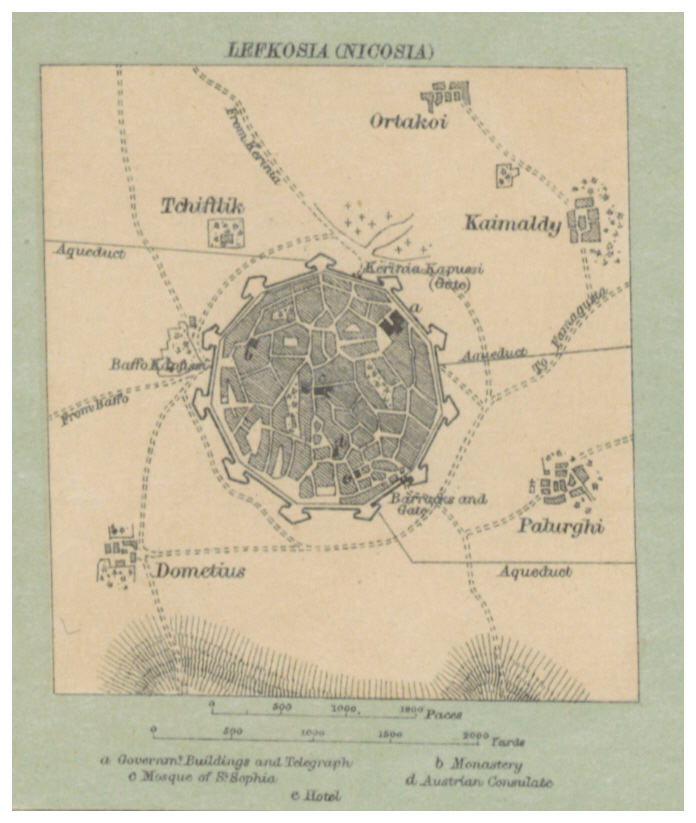
Le plan hendécagonal de la ville de Nicosie.

Les remparts de Nicosie, la capitale de Chypre, furent bâtis par les Vénitiens en suivant un plan circulaire où les onze bastions occupent les sommets d'un hendécagone régulier.

## Référence
1. ↑  (en) B. Elliot et  C. Snyder, Mathematical Proceedings of the Cambridge Philosophical Society, vol. 156, no 3, 2014, p. 409-424, exposé en ligne.